# Fuchs Pál
Fuchs Pál (Sérc, 1834. december 10. – Pécs, 1876. április 27.) tanár.

## Élete
Apja népiskolai tanító volt, aki őt a földrajzban, latin nyelvben és zenében is oktatta; ezután a kismartoni felsőbb népiskolát látogatta, ahol különösen a zenében és összhangzattanban nyert bővebb kiképzést. Az 1847 - 1848 tanévben szándéka ellenére a papi pályára kellett előkészülnie, s e célból a soproni gimnáziumban tanult. 1848-ban az iskolát bezárták és ő visszatért szülőfalujába. 1850 elején a bécsújhelyi reáliskolába ment, ahol az első és a második évfolyamot végezte; ezután a tanári pályára készülve, 1852 – 1854 közt a bécsi Szent Anna tanintézettel kapcsolatos két évi népiskolai tanítóképző tanfolyamot bevégezte s oklevelet nyert. Szorgalmasan látogatta a bécsi politechnikumban ünnep és vasárnapokon tartani szokott népszerű előadásokat és itt a mennyiségtani, mértani, természettani, erőműtani s géptani szakokban tett előmenetelt. 1854. októberétől 1855. végeig mint kisegítő tanár nyert alkalmazást a Szent-Anna iskolánál; 1855. novemberétől a bécsi Bauernmarkt reáliskolánál működött és tanári vizsgát tett. 1853-ban a pécsi alreáliskolához nevezték ki rendes tanárrá; 1862-től 1870-ig a soproni katolikus alreáliskolában a mennyiség- és természettan tanára volt; 1870-ben, amikor az intézetet főreáliskolává bővítették, igazgató lett. 1872-ben családi viszonyai miatt a pécsi állami főreáliskolához a mennyiségtan tanárának visszament.

## Munkái
Cikke az Országos Középtanodai Tanáregylet Közlönyében (1873–74. Kérdemények a mennyiségtani természettanból); programmértekezése a pécsi főreáliskola Értesítőjében (1859. Einiges über Rabatt und Terminrechnung, 1860. Über Konstruction und Berechnung der Seiten regulärer Chordenpolygonen, 1862. Az egyenes-csonka vagy rövidített kúp alaplapjaival egyenközűleg haladó sikokkal való osztása, 1875. A kerülékes szegvényrendszer, valamint az ebben foglalt különleges szegvényrendszerek leglényegesebb tulajdonságainak megfejtése), a soproni főreáliskola Értesítőjében (1869. Adalék az erőműtani munka s hő közötti rokonság tanához, 1870. Hogyan lehet földtekénk középső és tetszés szerint választott mindegyik pontja tömegének sűrűségét meghatározni?).